# 비판적 지지론
비판적 지지론(批判的 支持論)은 주로 진보 진영에서 나타나는 선거 후보자 지지 양태로, 자신이 지지하는 당의 후보가 당선 가능성이 낮은 상황에서 '최악'이라 여겨지는 후보의 당선을 막기 위해, 자신의 본래 정치 정체성을 포기하고 '차악'이라 여겨지는 후보를 일단 지지한 뒤, 차후 비판을 통해 개선해 나간다는 논리를 일컫는다. 주류 정치에 진입할 만큼 힘이 있는 진보(사회주의) 정당이 없는 보수주의적 민주주의 국가, 특히 양당제가 나타나는 국가에 일반적으로 나타나는 것으로 알려져 있으며 미국의 경우 전략적 투표(tactical voting)라는 용어로 개념화되어 있다.

## 비판적 지지론을 바라보는 여러 시각

### 합리적 결정
비판적 지지론은 기본적으로 ‘최악을 막기 위한 연대’이다. 가장 진보적인 후보에게 던지는 표는 사표가 될 가능성이 매우 크기 때문에 당선 가능한 후보 중 상대적으로 진보적인 후보를 지지한다는 것이다. 현재의 대통령제가 지속되는 한 제3후보 이하의 후보는 당선 가능성이 희박하기 때문에, 당선자를 한 명 뽑는 선거에서 이같은 사표심리가 발동하는 것을 막을 방법은 없다. 가장 진보적인 후보를 뽑아 사표를 만든다면 그 바람에 가장 보수적인 후보가 당선될 수 있다. 극단적으로 표현하면, 가장 진보적인 선택이 가장 보수적인 선택이 되는 현상이 발생할 수 있는 것이다. 이처럼 선거라는 특정한 정치 국면에서는 비판적 지지를 통해 덜 진보적이지만 그나마 진보적인 대형 후보에게 힘을 싣는 행위가 오히려 합리적이고 공공선에 부합한다고도 볼 수 있다.

### 자아 배신 혹은 포기
그러나 비판적 지지론은 또한 근본적으로 자기 정치 정체성을 배반하는 행위이다. 비판적 지지를 합리적인 결정으로 바라보는 데에는, 정치를 권력 획득을 위한 경기장으로 인식하고 그나마의 승리라도 이끌어내는 것이 가치있는 일이라는 전제가 깔려 있다. 그러나 정치를 꼭 권력을 획득하는 경쟁의 장으로만 볼 수는 없다. 정치를 개인의 차원에서 바라본다면, 정치의 장이란 사람마다 가진 소신과 생각을 외면화시켜 타자들과의 소통과 연대를 모색하는 일종의 대자적 자아 형성의 장이 된다. 따라서 자신의 내면에 부응하는 후보가 있음에도 불구하고 그렇지 않은 후보를 오로지 사표심리 등 정치공학적 고려 때문에 찍는다는 것은 결국 자율적인 자아 형성 및 외면화에 대한 스스로의 포기 정도로 볼 수 있다. 그리고 이러한 개인 차원의 문제를 그대로 당이라는 집단에 확대 적용시킨다면, 비판적 지지는 결국 진보정당이 자기를 부정하는 행위에 다름없고, 이는 진보정당의 존재 이유 자체를 무색케 한다. 진보정당에 던지는 한 표가 보수정당에 던지는 한 표나 다름없다는 논리를 긍정하는 것은 애초에 진보정당의 존립 자체를 부정하는 일이기 때문이다.

### 악순환의 핵심 고리
나아가 비판적 지지론은 진보정치의 이상이나 개혁 따위를 무기한으로 연기시킨다는 혐의를 받고 있다. 비판적 지지론이 지나온 우리 역사를 돌이켜 보면, 최선보다 차악을 선택해야 하는 구조 속에 당선된 차악은 곧 최악으로 드러나고, 낙선한 최악이 그 틈을 타 차악의 행세를 하는, 따라서 다음 선거 때에 유권자는 다시 최선보다 차악을 선택하게 되는 악순환의 고리였다. 비판적 지지는 눈 앞의 최악을 막는 데 도움을 주지만, 동시에 실재하는 진보정치의 씨앗을 보수정치로 흡수하여 진보정치의 미래를 없애버리는 굿판이기도 하다.

### 반민주주의적 논리
더구나 비판적 지지론의 핵심에 놓인 수의 논리, 즉 다수를 진리로 단정하고 소수들은 때면 때마다 자신들 고유의 관심사와 이해요구를 유보하고 억지함이 마땅하다는 당위는 폭력적일 수도 있다. 나아가 비판적 지지론은 그를 지지하는 입장에 있건 반대하는 입장에 있건 모든 유권자를 비판적 지지론자로 만든다. 즉 비판적 지지론에 반대하는 유권자들도 수세적으로 방어하는 입장이 되어, 비판적 지지론자들이 지지하는 대상을 최악으로 보고 역시 당선 가능성이 높은 차선 또는 차악을 선택하게 되는데, 이는 결국 모든 유권자들이 처음부터 최선을 포기하게 만들어 무기력한 사회를 조장한다. 극단적으로 보면, 대의 민주주의 사회에서 자신의 정치적 의견을 소신껏 표출할 수 있는 주요 장치인 선거가 결국 ‘당선 가능성이 높은 후보의 당선 확률을 더 높여주는 제도’로 전락하게 되는 것이다.

## 비판적 지지론의 극복 방안

### 대통령 결선투표제
매 선거 때마다 논란이 되는 비판적 지지론을 극복하기 위한 방법으로는 ‘대통령 결선투표제’가 유력히 거론되어 왔다. 대통령 결선투표제가 도입되면 적어도 1차 투표에서는 자신의 소신을 다할 수 있게 되므로 전략적 투표 행위에 의한 유권자 선호의 왜곡 현상을 막을 수 있다.